# Annaka
Annaka (jap. 安中市 Annaka-shi) – miasto w prefekturze Gunma, w Japonii, na wyspie Honsiu (Honshū). Ma powierzchnię 276,31 km². W 2020 r. mieszkały w nim 54 962 osoby, w 22 021 gospodarstwach domowych  (w 2010 r. 61 053 osoby, w 22 179 gospodarstwach domowych).

## Geografia
Miasto jest położone w zachodniej części prefektury, na północno-zachodnim krańcu niziny Kantō. Jest otoczone górami, jak: Myōgi (1104 m) od strony południowo-zachodniej, Haruna (1449) od północy.
Większa część dorzecza rzeki Usui i jej dopływów należy do obszaru miasta. Przełęcz Usui, która znajduje się na zachód, łączy je z Karuizawą i prefekturą Nagano.
Annaka leży na wysokości 147 m n.p.m. Ma umiarkowany, ciepły klimat. Przez cały rok występują znaczne opady deszczu. Średnia temperatura wynosi 13,9 °C, a roczne opady 1227 mm.

## Historia
Historia miasta wiąże się ze szlakiem Nakasendō (Kisokaidō lub Kiso Kaidō), jednym z pięciu (zwanych wspólnie Gokaidō) łączących w okresie Edo (1603–1868) stolicę kraju z prowincjami.

## Galeria
Cztery stacje odpoczynkowe (shukuba, zajazd) szlaku Nakasendō (Kisokaidō) okresu Edo, które obecnie są w obrębie miasta Annaka:

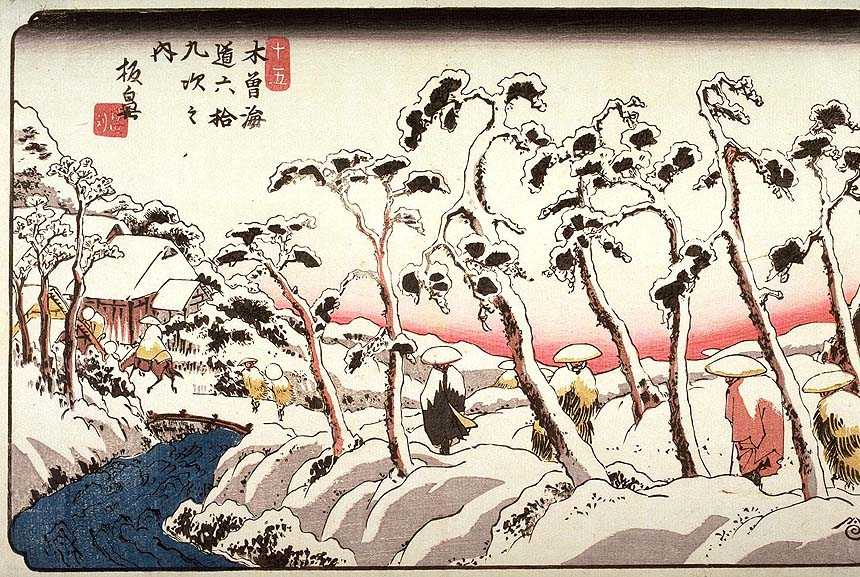
Eisen Keisai (1790–1848), Stacja nr 14 w Itahana
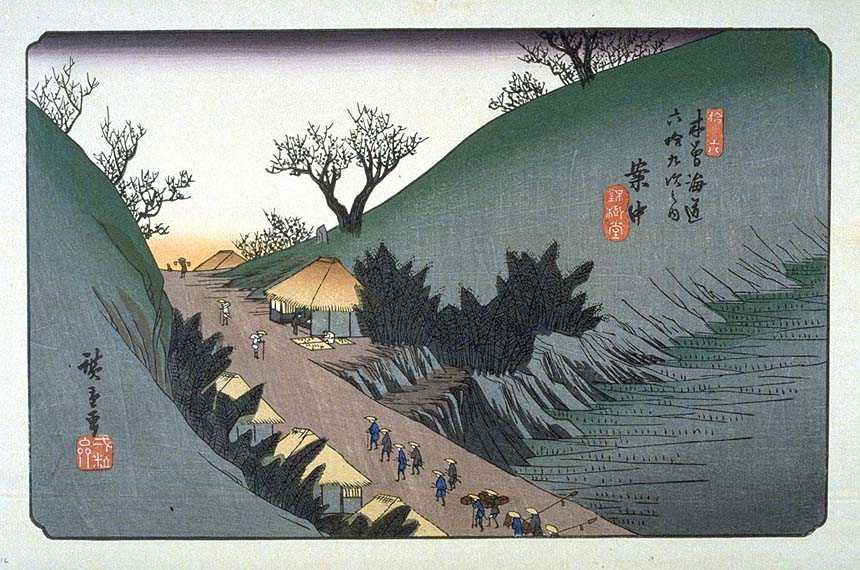
Hiroshige Andō (1797–1858), Stacja nr 15 w Annaka
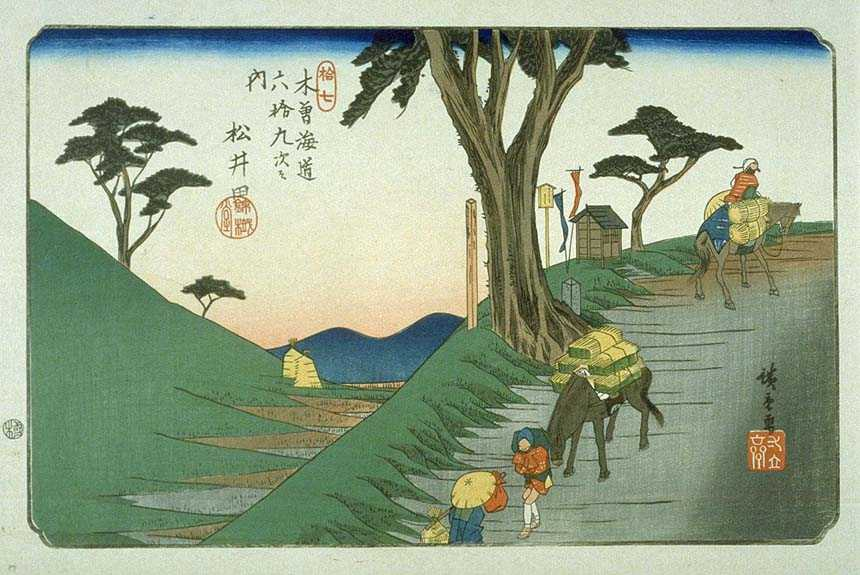
Hiroshige Andō, Stacja nr 16 w Matsuida
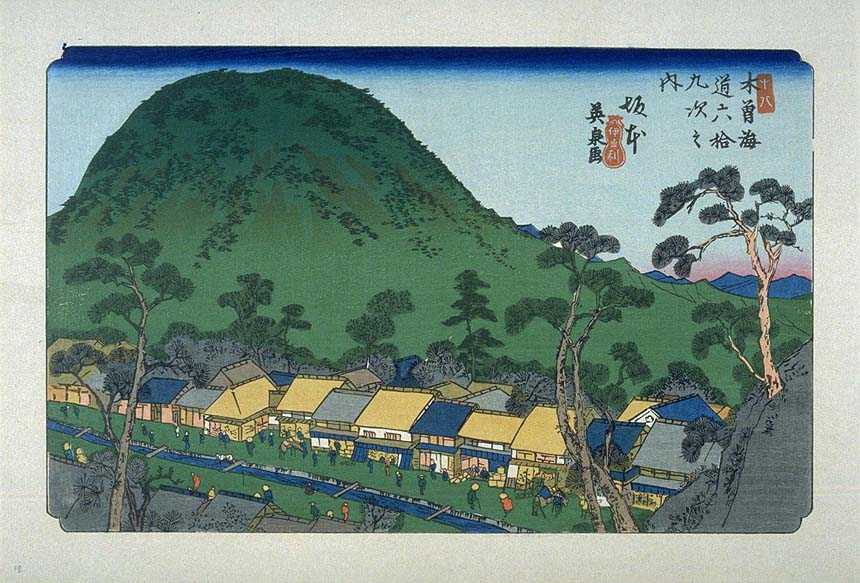
Eisen Keisai, Stacja nr 17 w Sakamoto